# Jakub Aleksander Trembecki
Jakub Aleksander Trembecki herbu Brochwicz III – ławnik tczewski w latach 1721–1736, pisarz skarbowy pruski w latach 1717–1736.
Poseł województwa pomorskiego na sejm zwyczajny pacyfikacyjny 1735 roku.